# San Juan Bautista Atatlahuca
San Juan Bautista Atatlahuca es una localidad del estado mexicano de Oaxaca. Es cabecera del municipio de San Juan Bautista Atatlahuca.

## Demografía
| Censo | Población |
| ----- | --------- |
| 1900  | 648       |
| 1910  | 640       |
| 1921  | 380       |
| 1930  | 398       |
| 1940  | 348       |
| 1950  | 329       |
| 1960  | 405       |
| 1970  | 513       |
| 1980  | 523       |
| 1990  | 727       |
| 1995  | 679       |
| 2000  | 715       |
| 2005  | 615       |
| 2010  | 726       |
| 2020  | 579       |